# 펄스 데토네이션 엔진
펄스 데토네이션 엔진(Pulse Detonation Engine)은 산소(혹은 산화제)와 연료 혼합물의 폭발로 발생하는 초음속의 데토네이션 파(detonation waves)를 이용하는 추진 기관의 한 종류이다.
이상적인 설계의 펄스 데토네이션 엔진은 다른 기관(터보제트나 터보팬 기관 등)에 비해 훨씬 높은 효율을 가질 수 있다. 대부분의 경우 압축기나 터빈 같은 기계적으로 구동되는 부분이 불필요하기 때문에 비교적 단순한 구조를 가진다는 장점이 있다.
이론적으로 이 기관은 느리게는 아음속에서부터 빠르게는 마하 4 정도의 높은 속력(초음속)에서도 작동할 수 있다.
2013년 5월 현재 양산되고 있는 펄스 데토네이션 엔진은 아직 없지만 몇몇의 시험용 엔진이 제작되었으며 2008년 1월 30일에 테스트용 펄스 데토네이션 엔진을 장착한 비행기가 성공적으로 비행하였다.

## 작동
펄스 데토네이션 엔진은 일정한 주기마다 폭발에 의한 데토네이션 파를 발생시킨다.
그 주기는 대개의 경우 조정할 수 있으며 각 주기마다 밸브 개방 > 흡기 > 밸브 폐쇄 > 점화, 폭발 > 데토네이션 파 전파 및 방출 순으로 반복된다.

일반적인 제트 추진 기관이나 로켓 추진 기관은 연료와 산소, 혹은 산화물간의 빠른, 그러나 아음속의 연소로 인해 발생하는 디플래그레이션(deflagration)에 의한 반작용으로 추진되는데 반해 펄스 데토네이션 엔진은 초음속의 빠른 속도로 진행되는 `격렬한 연소`에 의해 발생하는 데토네이션 파의 반작용으로 추진된다.

## 같이 보기
- 로켓 엔진
- 펄스제트
- 램제트
- 스크램제트
- 핵 펄스 추진 로켓(영어판)
- 데토네이션
- 디플래그레이션(영어판)